# Université autonome de Madrid
Pour les articles homonymes, voir UAM et Université de Madrid (homonymie).
L'université autonome de Madrid (en espagnol: Universidad Autónoma de Madrid ou UAM), est une université publique espagnole, fondée en 1968. Elle est l'une des universités les plus reconnues d'Espagne et du monde hispanophone, très souvent nommée parmi les meilleures du pays dans les classements universitaires.
Elle se situe sur le campus de Cantoblanco, à 15 km au nord de la ville de Madrid, à côté de Alcobendas et de San Sebastián de los Reyes; 

## Histoire
Tout comme l'université autonome de Barcelone et l'université du Pays basque (anciennement appelée université de Bilbao), l'université autonome de Madrid est née grâce au Décret-Loi 5/1968 approuvé par le Conseil des ministres espagnol. Cette réforme fut donc menée par l'ancien Ministre de l'Éducation et des Sciences, José Luis Villar Palasí, afin de permettre une restructuration universitaire. Le campus de Cantoblanco, de 2 252 000 m2 de superficie totale, fut inauguré le 25 octobre en 1971.
La devise de l'université est la phrase latine Quid Ultra Faciam?. Elle signifie Que dois-je faire de plus ?. Cette devise tire son origine d'un livre reprenant les travaux des 25 dernières années d'existence de l'université, intitulé Quid ultra faciam? Trabajos de griego, latín e indoeuropeo en conmemoración de los 25 años de la Universidad Autónoma de Madrid (en espagnol, Travaux de grec, latin et indo-européen en commémoration des 25 ans de l'université autonome de Madrid).

## Facultés et écoles universitaires
L'université autonome de Madrid comprend huit facultés et écoles supérieures, qui structurent et coordonnent la majorité des activités académiques et administratives. Chaque faculté est subdivisée en départements qui prennent en charge l'enseignement et la recherche dans chaque domaine. L'université en compte 63 en tout. Les chercheurs peuvent également se réunir en instituts de recherche, dans des centres du Conseil supérieur de recherches scientifiques (CSIC), que l'on dénombre à huit dans l'université. D'autre part, sept écoles universitaires satellites (cinq d'infirmerie, une en physiothérapie, et une en magistrature) octroient les mêmes diplômes que l'UAM, mais ne faisant pas partie de la même structure administrative.
- École polytechnique supérieure : octroie les diplômes d'ingénieur en informatique, ingénieur en télécommunication, et offre des programmes de doctorat et post-doctorat.
- Faculté de philosophie et lettres : octroie les licences en anthropologie sociale et culturelle, Asie orientale, philologie arabe, classique, hispanique, française et anglaise, philosophie, géographie, histoire, histoire de l'art, histoire et sciences de la musique, linguistique, traduction et interprétation, et offre des programmes de doctorat et post-doctorat.
- Faculté de médecine : située sur un autre campus, dans la ville de Madrid, elle octroie la licence en médecine.
- Faculté de droit : octroie les licences en droit et en sciences politiques, et offre des programmes de doctorat et post-doctorat.
- Faculté de psychologie : octroie la licence en psychologie, et offre des programmes de doctorat et post-doctorat.
- Faculté des sciences : octroie les licences en chimie, mathématiques, sciences environnementales, biochimie, sciences et technologie alimentaires, biologie, physique, ingénieur technique industriel (spécialisation en chimie industrielle), nutrition humaine et diététique, et la double licence en mathématiques-ingénieur en informatique. De plus, elle offre des programmes de doctorat et post-doctorat, ainsi que la possibilité d'obtenir la double licence (espagnole et étrangère) pour les études en mathématiques et en chimie.
- Faculté des sciences économiques et de gestion d'entreprise : octroie les licences en administration et direction d'entreprises, économie, le diplôme en tourisme, la licence de deuxième cycle en recherche et techniques de marché, et offre des programmes de doctorat et post-doctorat.
- Faculté de formation des instituteurs et de l'éducation : offre les diplômes en audition et langage, éducation spéciale, éducation physique, éducation infantile, éducation musicale, éducation primaire, langue étrangère, les licences en sciences de l'activité physique, du sport et de la psychopédagogie, et offre des programmes de doctorat et post-doctorat.

### Écoles universitaires satellites
- Centre supérieur d'études universitaires La Salle
- École d'infirmerie de la communauté de Madrid
- École d'infirmerie de la Croix Rouge
- École d'infirmerie de la Fondation Jiménez Díaz
- École d'infirmerie La Paz
- École d'infirmerie Puerta de Hierro
- École de physiothérapie de la ONCE

## Musées
L'UAM dispose de deux musées :
- Musée des arts et traditions populaires[6] (Faculté de philosophie et lettres)
- Musée de minéralogie[7] (Faculté des sciences)

## Personnalités liées à l'université
- Francisco Tomás y Valiente, professeur en histoire du droit et ancien président du Tribunal constitutionnel espagnol, assassiné par l'ETA
- Felipe de Borbón, roi d'Espagne et prince des Asturies, fut licencié en droit à l'UAM et y suivit également quelques cours en sciences économiques
- Margarita Salas, disciple de Severo Ochoa et membre de l'Académie royale espagnole
- José Manuel Sánchez Ron, historien des sciences et membre de l'Académie royale espagnole
- Ramón Tamames, professeur en structure économique et député à la première législature du PCE. Il fut également conseiller municipal à la mairie de Madrid.
- Enrique Tierno Galván, ancien maire de Madrid, au PSOE, et ancien professeur en droit politique
- Pedro Cruz Villalón, président du Tribunal constitutionnel espagnol.
- Javier Solana, haut représentant pour la politique étrangère et de sécurité commune (PESC), secrétaire général à la fois du Conseil de l'Union européenne (UE) et de l'Union de l'Europe occidentale (UEO), et ancien professeur associé en physique de l'état solide.
- Nicolás Cabrera (en), physicien.
- Federico Mayor Zaragoza, directeur général de l'UNESCO.
- Josefina Gómez Mendoza, professeure en analyse géographique régionale, membre de l'Académie royale d'histoire espagnole, de l'Académie d'Ingénierie espagnole, et du Conseil d'État espagnol.
- Purificación López-García, microbiologiste, lauréate de la médaille d'argent du CNRS en 2017.
- Aura Carreira Moreno
- María Ángeles Durán, professeure de sociologie

## Résidence universitaire
Une résidence universitaire, appelée Residencia Erasmo, se situe sur le campus de Cantoblanco et accueille près de 500 étudiants, professeurs et personnel de l'université.

### Sources
- (es) Cet article est partiellement ou en totalité issu de l’article de Wikipédia en espagnol intitulé « Universidad Autónoma de Madrid » (voir la liste des auteurs).